# Conrado Walter Massaguer
Conrado Walter Massaguer Díaz (Cárdenas, 3 de marzo de 1889-La Habana, 18 de octubre de 1965) fue un dibujante, caricaturista y publicista cubano. Conocido como «el César de la caricatura», su influyente obra se caracterizó por la ilustración costumbrista y las caricaturas de personajes célebres de la época, tanto cubanos como extranjeros, y fue muy difundida en Estados Unidos y Europa.

## Biografía
Nació en Cárdenas (provincia de Matanzas) en 1889. En 1892 su familia se trasladó a La Habana y en 1896 a Mérida (México). Entre 1902 y 1905 residió en Nueva York, en la casa de María Montilla, madre del actor de origen cubano César Romero. Egresó como primer teniente de la Academia Militar de Nueva York. Regresó a La Habana en 1905 con la intención de estudiar Arquitectura, idea que abandonó. En la Escuela de San Alejandro fue discípulo del caricaturista Ricardo de la Torriente y del pintor Leopoldo Romañach Guillén. Volvió a Mérida en 1906, donde vivió hasta 1908. En 1907 comenzó a trabajar como caricaturista en las revistas yucatecas La Campana y La Arcadia y en El Diario Yucateco.
Regresó a La Habana en 1908 para trabajar como caricaturista de béisbol en el diario El Mundo, en la columna del periodista deportivo Víctor Muñoz, y en otros medios como Cuba y América El Fígaro (donde colaboró con Rafael Blanco Estera), El Hogar, Letras y El Tiempo. También creó los personajes Juan Frenético y Castelfullit.
Sus obras, en las que retrató deportistas, políticos y otras personalidades públicas le valieron el título de El César de la caricatura. Su trabajo fue publicado en las revistas estadounidenses Life, Cosmopolitan, Vanity Fair, The New Yorker, la francesa Paris-Montparnasse, la alemana Die Woche y la española Madrid Cómico. Recibió el reconocimiento de G. K. Chesterton, Enrico Caruso, Yehudi Menuhin, Ramón Gómez de la Serna, entre otros.
En 1910 fundó su primera agencia de publicidad, Mercurio, junto a Laureano Rodríguez Castells. Al año siguiente expuso sus trabajos en el Ateneo de La Habana, donde era directivo, por primera vez en forma individual. En 1912, el New York Journal-American publicó en edición dominical sus dibujos sobre Broadway. En 1916 creó el Sindicato de Artes Gráficas y la agencia de publicidad Anuncios Kesevén.
Fundó varias publicaciones, entre otras la revista Gráfico en 1913, junto a su hermano Óscar, publicada hasta 1918. La revista Social fue publicada desde el 25 de enero de 1916 hasta agosto de 1933 (con segunda etapa entre septiembre de 1935 y diciembre de 1937, con un último número en abril de 1938). Durante la primera etapa de Social, Emilio Roig de Leuchsenring estuvo al frente de la dirección literaria. Durante la segunda etapa, la revista pasó a llamarse Social. La Revista Cubana, dejó de lado el contenido cultural y se dedicó a la crónica de a alta sociedad. También creó la revista infantil Pulgarcito en enero de 1919 y la revista Carteles en junio de 1919 (cerrada en 1960). En enero de 1921, apareció la revista mensual Cinelandia, que tenía como gerente general, al igual que la revista Carteles, a su padre Oscar H. Massaguer.
En 1917 fundó los Talleres del Instituto de Artes Gráficas de La Habana, la primera planta fotolitográfica de América Latina, donde se imprimía la Revista Social, primera en el mundo en imprimirse completamente de esta forma. Esta publicación, que introdujo vanguardias artísticas y gráficas como el art nouveau y el art decó en su contenido gráfico a todo color y fue de referencia en toda América, incluía notas sobre alta costura, moda, deportes, arquitectura, decoración, artes y literatura, entre otras temáticas. El contenido gráfico (dibujo, caricatura, cartel, fotografía) eran parte fundamental y no sólo ilustrativa de su propuesta. En ella se dieron a conocer autores como Alejo Carpentier, Nicolás Guillén, Enrique Labrador Ruiz, Mariano Brull, José María Chacón y Calvo, Miguel de Carrión, Enrique José Varona, Lydia Cabrera, Juan Marinello, Rubén Martínez Villena, Jorge Mañach, José Zacarías Tallet y Onelio Jorge Cardoso, entre otros. También colaboraron importantes autores de habla hispana como Gabriela Mistral, Pablo Neruda, Juana de Ibarbourou, Alfonso Reyes, Delmira Agustini, Alfonsina Storni, José Vasconcelos, Leopoldo Lugones, Pedro Henríquez Ureña, Alberto Blest Gana, Oliverio Girondo, Horacio Quiroga, José Carlos Mariátegui, Miguel de Unamuno, Ramón del Valle Inclán, Ramón Pérez de Ayala, Jacinto Benavente, Federico García Lorca y Azorín.
Fue uno de los cofundadores de la Asociación de Pintores y Escultores y, dentro de la Asociación, uno de los organizadores del Primer Salón de Humoristas, pionero en América Latina.
Publicó en 1923 Guignol, un libro con una edición en español y otra en inglés, en el que hizo una antología de 40 de sus caricaturas de personalidades.
En 1924 se casó con Elena García Menocal. En noviembre de 1925 se estableció temporalmente en Nueva York, frente a Central Park. Desde allí continuó al frente de la dirección de Social y colaboró con Life, The New Yorker, Collier's, Vanity Fair, American Magazine, Red Book, Cosmopolitan, Literary Digest, Sunday World y Town and Country.
Fue el primer dibujante cubano en exponer en Nueva York. Su trabajo se exhibió en la Quinta Avenida, entre las calles 34 y 35, en la galería Altman. En 1929, la desaparecida galería Charpentier de París realizó una exposición de cuarenta de sus caricaturas a color, con buena recepción de la crítica. Vendió todas las obras expuestas y debió dibujar diez más para cumplir con otros compradores. Se trasladó a Ginebra para trabajar en la Sociedad de las Naciones, después de que el King Features Syndicate lo nombrara director artístico. En opinión de Emilio Roig, recogida por Alejo Carpentier, «cuando Massaguer dibuja personajes cubanos sacados de su imaginación no logra nunca dar con un personaje cubano», a lo que Carpentier añade que «sus hacendados, sus banqueros, parecen españoles, parecen miembros de la directiva del Banco de Bilbao; sus guajiros parecen los guajiros que pudiera ver de paso, rápidamente, un dibujante turista que hubiera hecho un paseo al campo en una escala del barco», si bien este último no deja de destacar el «sentido prodigioso de la caricatura personal» que tenía Massaguer.
Regresó a La Habana en 1930 y fundó la revista turística Havana, que se distribuía en el exterior, pero solo se publicó hasta fines del año siguiente pues debió exiliarse con su familia en Estados Unidos debido a su oposición al gobierno del general Gerardo Machado. Sus caricaturas políticas en Carteles ya le habían costado un juicio por leve falta que no impidió que continuara con sus críticas. Recién pudo regresar a Cuba en 1934.
En 1933 ilustró el libro People worth talking about de Cosmo Hamilton. La Sociedad Mark Twain lo designó para ocupar el sillón que el pintor inglés John Lavery dejó vacío al fallecer en 1941.
Entre 1945 y 1949 fue caricaturista del diario Información y desde 1949 en El Mundo. En 1947 fundó la revista Ultramar.
Varios de sus trabajos tuvieron gran repercusión dentro y fuera de Cuba. Doble nueve (1943), en la que recreó a Roosevelt y Churchill enfrentándose en una partida de dominó a Hitler y Mussolini, bajo las indiscretas miradas de Stalin e Hirohito. Churchill tiene en su mano la pieza del doble nueve, que en la partida representada es la que le dará el triunfo. Otra fue la foto mural que decoró el pabellón cubano en la Feria Mundial de Nueva York de 1939 en la que una rumbera que simboliza a Cuba baila al ritmo marcado por Franklin D. Roosevelt, entre otros. Fue destruida por orden del presidente Federico Laredo Brú, quien consideró que ofendía a los gobiernos de Cuba y Estados Unidos. Otro de sus trabajos más conocidos, de gran formato al igual que los dos anteriores, es La sobremesa sabática (1927), que representa a los intelectuales que integraban el Grupo Minorista.
En 1944 recibió la Orden Nacional «Carlos Manuel de Céspedes» en el grado de Caballero y la Orden Nacional de la Cruz Roja en el grado de Comandante. También recibió la Orden «Carlos Juan Finlay» en el grado de Caballero.
A partir de 1951, fue delegado en Hollywood de la Comisión Pro Defensa y Propaganda del Tabaco Habano. Asumió en 1952 como primer director de relaciones públicas del recién fundado Instituto Cubano de Turismo, cargo para el que fue designado en reconocimiento a su trayectoria como publicista y promotor del turismo en Cuba.
En marzo de 1958 publicó su autobiografía titulada Massaguer, su vida y su obra. Autobiografía, historia gráfica y anecdotario. A partir de 1959 trabajó en el Archivo Nacional de Cuba.
Falleció en La Habana en 1965. Dejó un legado de alrededor de más de veintiocho mil trabajos, entre caricaturas, dibujos, cubiertas de revistas, postales, cartelería, folletos turísticos y publicitarios, etc.
Con motivo del centenario de su nacimiento, en 1989 el Museo Nacional de Bellas Artes de La Habana realizó una exposición de sus trabajos. En 1998 se creó la Cátedra de Gráfica Conrado Massaguer en la Facultad de Comunicación de la Universidad de La Habana. A partir de ese año fueron celebradas exposiciones con dibujos suyos. La Galería de Arte de Cárdenas, su ciudad natal, lleva su nombre. Entre junio de 2019 y febrero de 2020 se exhibieron trabajos suyos en el museo Wolfsonian-FIU de Miami Beach (Florida), ochenta años después de la última exposición de su obra en Estados Unidos.